# Canutillo (Texas)
Canutillo es un lugar designado por el censo ubicado en el condado de El Paso en el estado estadounidense de Texas. En el Censo de 2010 tenía una población de 6.321 habitantes y una densidad poblacional de 841,57 personas por km².

## Geografía
Canutillo se encuentra ubicado en las coordenadas 31°55′7″N 106°36′3″O / 31.91861, -106.60083. Según la Oficina del Censo de los Estados Unidos, Canutillo tiene una superficie total de 7.51 km², de la cual 7.09 km² corresponden a tierra firme y (5.55%) 0.42 km² es agua.

## Demografía
Según el censo de 2010, había 6.321 personas residiendo en Canutillo. La densidad de población era de 841,57 hab./km². De los 6.321 habitantes, Canutillo estaba compuesto por el 94.72% blancos, el 1.14% eran afroamericanos, el 0.22% eran amerindios, el 0.38% eran asiáticos, el 0.06% eran isleños del Pacífico, el 2.47% eran de otras razas y el 1.01% pertenecían a dos o más razas. Del total de la población el 90.76% eran hispanos o latinos de cualquier raza.

## Educación
El Distrito Escolar Independiente de Canutillo gestiona escuelas públicas.